# Saunasaari (ö i Päijänne-Tavastland, Lahtis, lat 61,15, long 26,12)
Saunasaari är en ö i Finland. Den ligger i sjön Konnivesi och i kommunerna Heinola och Itis i den ekonomiska regionen  Lahtis ekonomiska region  och landskapet Päijänne-Tavastland, i den södra delen av landet, 130 km nordost om huvudstaden Helsingfors. Öns area är 5,2 hektar och dess största längd är 380 meter i nord-sydlig riktning.